# Mörknande vaxskivling
Mörknande vaxskivling (Hygrophorus discoxanthus) är en svampart som beskrevs av Rea 1908. Mörknande vaxskivling ingår i släktet Hygrophorus och familjen Hygrophoraceae.  Arten är reproducerande i Sverige. Inga underarter finns listade i Catalogue of Life.
I den svenska databasen Dyntaxa används istället namnet Hygrophorus discoideus för samma taxon.  Arten är reproducerande i Sverige.